# Inverrary Country Club
De Inverrary Country Club is een countryclub in de Verenigde Staten. De club werd opgericht in 1970 en bevindt zich in Lauderhill, Florida. De club beschikt over twee 18-holes golfbanen en werden allebei ontworpen door de golfbaanarchitect Robert Trent Jones.
De twee golfbanen hebben een eigen naam: de "East"- en de "West-baan. De "East"-baan werd opgericht in 1970 en de "West"-baan in 1971. Op basis van de lengte van de baan, is de "East"-baan (6503 m) langer dan de "West"-baan (6104 m) en de par is respectievelijk 72 en 71.

## Golftoernooien
Voor het golftoernooi stelt de club, op basis van de lengte en de moeilijkheidsgraad, alleen de "East"-baan beschikbaar. De lengte van de baan voor de heren is 6503 m met een par van 72. De course rating is 74,2 en de slope rating is 128.
- Honda Classic: 1972-1975 & 1977-1983
- Tournament Players Championship: 1976